# Sirens (1994)
Sirens is een Brits-Australische comedy-dramafilm uit 1994,  geschreven en geregisseerd door John Duigan. De hoofdrollen worden vertolkt door Hugh Grant, Tara Fitzgerald, Sam Neill, Elle Macpherson, Portia de Rossi en Kate Fischer. Het scenario is gebaseerd op het leven van kunstenaar en auteur Norman Lindsay en speelt zich af in Australië tijdens het interbellum.

## Verhaal
Tony, een Anglicaanse priester die onlangs vanuit het Verenigd Koninkrijk naar Australië is gekomen, krijgt het verzoek om de beruchte kunstenaar Norman Lindsay te bezoeken. De kerk maakt zich zorgen over een godslasterlijk schilderij van een kruisbeeld dat de kunstenaar wil exposeren.
Estella, de vrouw van de priester, vergezelt hem tijdens zijn bezoek aan het idyllische landgoed van de kunstenaar in de Blue Mountains in New South Wales. Daar ontmoeten ze Lindsays vrouw, Rose, twee modellen, Pru en Sheela, en het dienstmeisje Giddy, die allemaal poseren voor Lindsay, net als de halfblinde en stomme klusjesman Devlin.
Aanvankelijk raken Tony en Estella beiden van streek door de openhartige gesprekken over seksualiteit waaraan alle leden van de bohemiengroep deelnemen. Ze schrikken nog meer van de hoeveelheid naaktheid die ze tegenkomen, zowel in het atelier als daarbuiten.
Estella gaat op een ochtend met de modellen zwemmen en is geschokt als ze naakt baden (zij en het dienstmeisje zijn in badkleding gekomen). Estella is nog geschokter wanneer Devlin ter plaatse arriveert en de naakte vrouwen met hem flirten, wetende dat hij hen niet kan zien. Later ziet Estella Devlin naakt zonnebaden en vlucht ze als ze beseft dat hij weet dat ze er is. Op een ander moment ziet Estella hoe de twee modellen het dienstmeisje strelen en doet ze met hen mee. Ze realiseert zich niet dat haar man, die in de buurt loopt, dit ziet en zich stoort aan de seksuele inhoud van de scène.
Estella wordt steeds meer beïnvloed door de sensualiteit van haar omgeving en de bohemienhouding ten opzichte van seksualiteit. Haar relatie met haar man is intiem en toegewijd, maar mist passie.
De omgeving en het leven van de modellen zijn als een lokroep van sirenen die Estella ertoe aanzet steeds intenser te fantaseren en (aangemoedigd door de modellen) een paar van haar impulsen te volgen. Ze heeft de volgende ochtend spijt van een nachtelijk bezoek aan Devlin. Beïnvloed door de steunende woorden van haar man, die haar eerdere intimiteit met de modellen had gezien, deelt Estella een gepassioneerd moment met hem.
Terwijl Tony woedend is wanneer hij de naakte beeltenis van zijn vrouw ontdekt op een van Lindsays schilderijen van een groep naakte vrouwen, merkt Estella slechts op dat het een goede beeltenis is, waarmee ze de morele verontwaardiging en dreigementen van haar man met een rechtszaak tegen Lindsay de kop indrukt. De volgende dag verlaten Tony en Estella het landgoed. Ze reizen met de trein terug naar huis. Estelle valt in slaap in de trein en droomt dat ze naakt op een klif staat met de andere vrouwen.

## Rolverdeling
| Acteur          | Personage                 |
| --------------- | ------------------------- |
| Hugh Grant      | eerwaarde Anthony Campion |
| Tara Fitzgerald | Estella Campion           |
| Sam Neill       | Norman Lindsay            |
| Elle Macpherson | Sheela                    |
| Portia de Rossi | Giddy                     |
| Kate Fischer    | Pru                       |
| Pamela Rabe     | Rose Lindsay              |
| Ben Mendelsohn  | Lewis                     |
| John Polson     | Tom                       |
| Mark Gerber     | Devlin                    |
| Vincent Ball    | Bisschop van Sydney       |

## Ontvangst
De film behaalde een score van 74% (31 beoordelingen) op Rotten Tomatoes. Op Metacritic kreeg de film een score van 64 op 100 (20 beoordelingen), wat duidt op "overwegend positieve recensies".

## Prijzen en nominaties
| Jaar | Prijs                                   | Categorie                   | Genomineerde                             | Resultaat   |
| ---- | --------------------------------------- | --------------------------- | ---------------------------------------- | ----------- |
| 1994 | AACTA Awards                            | Best Actress in a Lead Role | Tara Fitzgerald                          | Genomineerd |
| 1994 | AACTA Awards                            | Best Original Music Score   | Rachel Portman                           | Genomineerd |
| 1994 | AACTA Awards                            | Best Achievement in Sound   | Dean Humphreys, David Lee, Susan Midgley | Genomineerd |
| 1995 | Chicago Film Critics Association Awards | Most Promising Actor        | Hugh Grant                               | Gewonnen    |

Sirens, Four Weddings and a Funeral en Bitter Moon, die allemaal binnen enkele weken na elkaar uitgebracht werden in de VS, waren de films die Hugh Grant onder de aandacht van het Amerikaanse publiek brachten.